# Differential Equations & Applications
Differential Equations & Applications (DEA, Differ. Equ. Appl.), međunarodni je matematički časopis sa sjedištem u Zagrebu. U njemu se obrađuju obične, funkcijsko diferencijalne i parcijalno diferencijalne jednadžbe i njihove primjene. Glavni urednici su Michal Fečkan, Qingkai Kong, Mervan Pašić i Jean-Michel Rakotoson. U uredništvu lista su znanstvenici iz više zemalja širom svijeta (Hrvatska, SAD, Slovačka, Francuska, Indija, Brazil, Izrael, Kina, Ujedinjeno Kraljevstvo, Poljska, Španjolska, Belgija, Japan, Meksiko, Češka, Grčka, Italija, Mađarska, Australija, Finska, Turska. Iz Hrvatske je među urednicima Darko Žubrinić. Prvi je broj izašao 2009. godine. DEA izlazi četiri puta godišnje.
Sadržaj je indeksiran u Mathematical Reviews (MathSciNet), Zentralblatt MATH (ZMATH), Referativnyi Zhurnal – Matematika, ESCI-ju (Emerging Sources Citation Index) i Google Scholaru.

## Vanjske poveznice
- Službene stranice